# Ubaldo Fernandes
Ubaldo Fernandes Da Silva (Tangará, 16 de maio de 1967)  é um político brasileiro filiado ao Partido da Social Democracia Brasileira (PSDB).

## Biografia
Nascido em Tangará, interior do Rio Grande do Norte, Ubaldo migrou para a capital do estado, Natal em 1985. Começou a envolver-se em política ao participar de pastorais e benfeitorias da Igreja Católica nas décadas de 1980 e 1980.

## Vida política
Em 2000, candidatou-se ao cargo de vereador por Natal, pelo Partido Popular Socialista (PPS) onde conseguiu 1.483 onde não foi eleito. Em 2004, transferiu-se para o Partido Verde (PV), onde concorreu novamente ao cargo de vereador sendo novamente derrotado com 3.801 votos. Em 2008, concorreu novamente ao cargo, pelo Partido Progressista (PP), sendo derrotado com 4.644 votos.
No ano de 2012, transferiu-se para o Partido do Movimento Democrático Brasileiro (PMDB), onde foi eleito para o cargo de vereador de Natal com 6.803 votos. Em 2016, foi reeleito para  o cargo com 7.574 votos.
Em 2018, transferiu-se para o Partido Trabalhista Cristão (PTC), para o concorrer ao cargo de deputado estadual do  Rio Grande do Norte, onde foi eleito com 20.148 votos. Em 2019, iniciou seu processo de desfiliação do PTC, onde o partido entrou com processo de cassação pelo mandato de Ubaldo. O Tribunal Regional Eleitoral do Rio Grande do Norte (TRE-RN), autorizou a manutenção do mandato de Ubaldo. Após saída do PTC, mudou-se para o Partido Liberal (PL).
Após três anos no PL, deixou o partido e filiou-se ao Partido da Social Democracia Brasileira (PSDB). Visando sua recondução para a Assembleia Legislativa do Rio Grande do Norte concorreu ao pleito em 2022, sendo derrota após obter 34.426 votos.

### Desempenho eleitoral
| Ano  | Cargo                                    | Partido | Votos  | Resultado  | Ref.   |
| ---- | ---------------------------------------- | ------- | ------ | ---------- | ------ |
| 2000 | Vereador de Natal                        | PPS     | 1.483  | Não Eleito | [ 4 ]  |
| 2004 | Vereador de Natal                        | PV      | 3.801  | Não Eleito | [ 5 ]  |
| 2008 | Vereador de Natal                        | PP      | 4.644  | Não Eleito | [ 6 ]  |
| 2012 | Vereador de Natal                        | PMDB    | 6.803  | Eleito     | [ 7 ]  |
| 2016 | Vereador de Natal                        | PMDB    | 7.574  | Eleito     | [ 8 ]  |
| 2018 | Deputado estadual do Rio Grande do Norte | PTC     | 20.148 | Eleito     | [ 9 ]  |
| 2022 | Deputado estadual do Rio Grande do Norte | PSDB    | 34.426 | Não eleito | [ 14 ] |